# Виандот
Виандот (на английски: Wyandot) е северноамериканско индианско племе формирано в средата на 17 век от остатъци от племената хурони и тиононтати. В началото на 1649 г. ирокезите унищожават хуроните. Тези, които успяват да се спасят бягат при тиононтатите. В края на 1649 г. същата съдба сполетява и тиононтатите. Около 1000 тиононтати и хурони бягат на запад и се установяват в областта на Грийн Бей в Уисконсин. След като бежанците тиононтати и хурони се установяват в Грийн Бей, след 1652 г. се обединяват в едно племе. Французите продължават да ги наричат хурони, въпреки че повечето от тях са тиононтати. В следващите години племето става известно като виандот, което е видоизмененото от „уендат – островитяните“, както се наричали в миналото всички ирокезки племена в южно Онтарио. Други вариации на името са гуяндот, оуендат, уяндот.
С преместването на запад, съдбата на виандот се свързва завинаги с французите и алгонкинските народи от Големите езера. Племето изиграва важна роля в историята на региона, участвайки активно във войните.

## История
Въпреки че Грийн Бей се намира далеч на запад от страната на ирокезите, той не представлява сигурно убежище. Сенеките и мохоките ги атакуват през 1652 г. и 1653 г. и през 1658 г. виандотите напускат Грийн Бей и се преместват на езерото Пепин на Мисисипи, където влизат в конфликт с дакота. Оказвайки се пред реалната опасност от война, през 1661 г. отстъпват и се изтеглят на север до Горното езеро и отава. Тук ги чака ново тежко изпитание. Ранен студ унищожава реколтата им и през последвалата зима около 500 от тях умират от глад. Междувременно ирокезите предприемат действия за окончателното разправяне с враговете им. След победата над саскуеханок през 1675 г. те отново насочват вниманието си на запад. По това време виандот и отава са напуснали Чикуамегон и сега живеят близо до новата мисия Сен Инес. Под защитата на оджибве, двете племена започват да кръстосват на юг в северните части на Долен Мичиган. През 1680 г. сенеките атакуват илиной, но през 1684 г. не успяват да превземат Форт Сан Луис на река Илинойс, което става повратна точка в Бобровите войни. Виандот взимат участие в боевете като френски съюзници. След оттеглянето на ирокезите французите предприемат стъпки за организирането на мощен алианс на племената от Големите езера, който да се бори до пълната победа над ирокезите. Точно преди Войната на крал Уилям (1688 – 1697) този алианс предприема настъпление и от 1690 г. ирокезите са изтласкани обратно в родината им в Ню Йорк, където заемат отбранителна позиция. Мирът между двете страни е подписан през 1701 г. и това слага край на продължителните Боброви войни. Французите и индианският съюз като победители установяват контрол над по-голямата част от района на Големите езера и някои племена, които са били принудени преди това да напуснат родните си места, постепенно се завръщат в родината си. Виандот се връщат в Макинак през 1704 г. и се установяват близо до Детройт, възползвайки се от покана на французите.

### Разцепление на племето
През 1696 г. Френският крал забранява търговията с кожи по настояване на мисионерите. Това се оказва пагубно за френския индиански съюз. От ситуацията веднага се възползват ирокезите като канят племената да търгуват свободно с англичаните. Виждайки, че губят своите съюзници, за да спасят положението французите построяват нов търговски пост в Детройт, наречен Форт Пошартрен и канят племената да се заселят близо до него. До 1710 г. около форта се събират толкова много индианци, че между отделните племена започват да избухват конфликти за малкото налични ресурси. Тези конфликти водят до избухването на двете Войни фокс (1712 – 1716 и 1728 – 1737). Виандот се борят и в двете войни на страната на французите. През 1730 г. те са призовани да напуснат Детройт и да се преместят до Монреал, за да го защитават от ирокезите и британците. Повечето виандоти не се съгласяват с това. Отделни групи напускат Детройт, но вместо да отидат в Монреал се отправят на юг. Заселват се в долината на Охайо южно от езерото Ери по Сандъски Ривър. По това време в Охайо живеят много племена прогонени от родината си от ирокезите. През 1740 г. виандот дават разрешение на големи групи шоуни и делавари да се заселят в Охайо.
Виандотите останали в Детройт едва не стигат до гражданска война през 1738 г. Групата се разделя и част от тях напускат Детройт и построяват селото си в долното течение на Сандъски Ривър. От 1740 г. тази група търгува свободно с британците и подканя и останалите виандоти в Детройт да се присъединят към тях. Някои приемат, но повечето остават в Детройт. С избухването на Войната на крал Джордж (1744 – 1748) Племената Детройт (виандот, потауатоми, отава и оджибве) изпращат свои войни на изток да помагат на французите при защитата на Монреал при евентуална британска атака. Виандотите на Сандъски и племената в Охайо остават неутрални в тази война. Междувременно Сандъски виандот засилват връзките си с англичаните. През 1745 г. сключват мир с британските съюзници чикасо и чероките и позволяват на английските търговци от Пенсилвания да построят пост близо до селото им. Все повече от бившите френски съюзници търгуват с англичаните. Опитите на французите да спрат това влошава нещата. Окуражени от британците Сандъски виандот организират заговор през 1748 г. и унищожават френския търговски пост на Сандъски Ривър. След заговора Сандъски виандот се преместват до Детройт, но тамошните виандоти отказват да ги приемат. Така Сандъски виандот се принуждават да се преместят в Индиана. Установяват се на Уайт Ривър, където се опитват да се съюзят с тамошните отава, оджибве и маями. За да ограничат търговията на виандотите с британците през 1750 г. французите построяват крепост на Сандъски Ривър. Френските търговци значително понижават цените на стоките и увеличават предлагането. Същевременно френските власти започват изграждането на линия от крепости, за да блокират достъпа на британците до Охайо. Тази френска тактика успокоява недоволните им съюзници. От 1752 г. виандотите подновяват атаките си срещу чикасо на юг, а до юли 1753 г. маямите, потауатомите и сауките спират да търгуват с британците. Само Племената Охайо (минго, делавари и шоуни) отказват да признаят френските претенции над Охайо и продължават да търгуват с британците.

### Френска и индианска война
Виждайки новите френски крепости, които са опит да наложат френската власт в района, Племената Охайо се обръщат към ирокезите и британците да спрат това. През 1754 г. Вирджиния изпраща 23-годишният тогава Джордж Вашингтон с отряд от 130 мъже да поиска от французите да премахнат укрепленията. Последвалата конфронтация води до избухването на Френската и индианска война (1754 – 1763). В тази война виандотите застават на страната на французите, а Племената Охайо запазват неутралитет, когато научават, че ирокезите са отстъпили Охайо на британците. През юли 1755 г. французите и техните съюзници разбиват армията на генерал Брадок до Форт Дюкен. След това във войната се включват и делаварите и шоуните, и в разрез с ирокезите нападат британските погранични селища в Пенсилвания и Вирджиния. Виандотите и други френски съюзници отиват на изток и воюват в Ню Йорк. След завръщането им по родните места те донасят със себе си в селата си едрата шарка, с която се заразяват при обсадата на Форт Уилям Хенри през 1757 г. Разразилата се епидемия през зимата на 1757 – 58 г. слага край на по-нататъшното участие на френските съюзници във войната. С превземането на Квебек и Форт Ниагара от британците през 1759 г. войната практически свършва. След падането на Монреал и превземането на Детройт през 1760 г., само Илинойс остава под френски контрол.

### Въстание на Понтиак
След края на войната племената от френския алианс трябва да се договорят с новите господари и през 1761 г. се съгласяват да се срещнат с британците на съвет в Детройт. Британците не желаят да прекъсват предишните връзки с племената, а само да ги адаптират към британската власт. Новият британски командир за Северна Америка, Джефри Амхърст има друго виждане по въпроса. Амхърст повишава цените на стоките, ограничава продажбата на оръжия и боеприпаси и спира ежегодните подаръци за племената. Това е катастрофално решение за мира в целия североизток. След 150 години на непрекъсната търговия индианците са станали силно зависими от европейските стоки и решението на Амхърст всява недоволство сред племената. Напрежението нараства още повече след лошата реколта и епидемия през 1762 г. и недоволството ескалира във Въстанието на Понтиак през 1763 г. Виандотите неохотно се присъединяват към въстанието, но след неуспешната атака на Детройт. Детройт виандот са първите, които сключват мир с британците. Понтиак сключва примирие с командира на Детройт през октомври 1763 г. и се премества в Индиана. През август 1764 г. Охайо виандот също сключват мир с британците.

### Война за независимост
Заради въстанието британските власти забраняват заселването на запад от Апалачите. Недоволството от тази забрана в британските колонии принуждава властите да започнат нови преговори с ирокезите през 1768 г. за отварянето на Охайо за заселвани. Охайо все още се води ирокезка територия. Договорът е подписан същата година във Форт Стануикс. С него ирокезите отстъпват Охайо на британците и почти веднага хиляди заселници навлизат в западна Пенсилвания, Кентъки и източно Охайо. Племената живеещи там не признават този договор и от 1769 г. шоуните започват да организират съюз с племената, за да спрат настъплението на заселниците. Британски заплахи за война с ирокезите разделят племената и накрая само шоуните, делаварите и минго остават да се борят. В началото на Американската революция британците призовават племената да атакуват селищата в Кентъки и Охайо. През септември 1777 г. обединените виандот, шоуни и минго нападат Форт Хенри (Уилинг – Западна Вирджиния). През 1778 г. виандотите нападат селищата по река Канауа, а през 1780 г. се присъединяват към британските сили и опустошават селищата в Кентъки. През 1782 г. обединените виандот и делавари разбиват войските на Уилям Кроуфорд, който е изпратен да атакува селата на Сандъски.

### Война за Охайо
С приключването на Войната за независимост, виандот могат да разчитат само на 100 боеспособни мъже. Британците призовават съюзниците си да спрат военните действия, но това е невъзможно. Сега Племената Охайо водят своя война срещу „дългите ножове“ и нито британците, нито някой друг е в състояние да ги спре. С втори договор във Форт Стануикс през 1784 г. ирокезите потвърждават по-ранната отстъпка на Охайо. През 1785 г. с договор във Форт Макинтош, виандот, отава, оджибве и делаварите признават американската власт над Охайо в замяна на граница с белите селища. С втори договор от Форт Макинтош през 1786 г. за граница е определена река Охайо. Заселниците не се съобразяват с никакви договори и споразумения с индианците и продължават да навлизат в индианските земи. През януари 1887 г. на съвет във Форт Хармър индианската граница е преместена на река Мъскингъм. Въпреки споразуменията, Вашингтон решава да вземе със сила Охайо и нарежда на генерал Хармър да започне военни действия срещу племената в Охайо. През октомври 1790 г. армията на Хармър е разбита на река Уобаш в североизточна Индиана. Генерал Хармър е свален от поста и на негово място е назначен Артър Сен Клер. През ноември 1791 г. армията на Сен Клер е почти унищожена в западно Охайо. С 600 убити и над 400 ранени това е най-голямото поражение на американската армия във войните с индианците. През 1792 г. Вашингтон изпраща Антъни (Мад) Уейн да поеме командването в Охайо. Вместо да воюва, Уейн първо се опитва да придума едно по едно племената с преговори и обещания да снрат войната. През 1792 Племената Уобаш (пеория, пианкашо, кикапу и уеа) подписват мир с американците. Сауките и фокс също се оттеглят и съюзът на племената в Охайо се разпада. Само Сандъски виандот, минго и шоуните продължават борбата. Окончателният мир е подписан през 1795 г. Резултатът е пълното отказване на индианците от Охайо, с изключение на северозападния ъгъл.

### В резервати и екстрадиция
През 1805 г. е подписан договора във Форт Индъстри, с който „постоянната индианска граница“ е преместена. С нов договор от Детройт през 1807 г. виандот, потауатомите, отава и оджибве продават голяма част от югоизточен Мичиган. С втори договор през 1808 г. дават разрешение на американците да построят път през останалата им територия. С договори от Форт Уеин и Венсен през 1809 г. са продадени големи части от южна Индиана и Илинойс. По време на въстанието на Текумзе през 1813 г. повечето виандоти остават неутрални. След войната про – британските виандоти остават в Канада. С договор от Форт Мейгс през 1817 г. виандотите продават всичките им останали земи в Охайо в замяна на два резервата. През 1818 г. подписват още два подобни договора. След приемането на Закона за отстраняване на индианците през 1830 г., виандотите продават резервата си Биг Спрингс на САЩ през 1832 г. През 1836 г. виандотите в Охайо продават 60 кв. мили от резервата Крейнбъри. По същото време канадските виандот продават голяма част от резервата си източно от Детройт. През 1842 г. отстъпват всичките си земи в Охайо и Мичиган и се съгласяват да се преместят в Канзас. За отстъпените земи ще получат резерват от 148 000 акра и 10 000 долара, както и годишна рента от 18 000 долара. През юли 1845 г. общо 664 виандоти заминават за Канзас. Когато пристигат шоуните живеещи тук отказват да им продадат земя и виандотите се обръщат за помощ към делаварите. През декември 1845 г. закупуват земя (със собствените си пари) от делаварите. През 1855 г. федералното правителство прекратява племенния им статут и виандотите стават граждани. Излишната им земя е продадена на правителството за 380 000 долара. През 1857 г. около 200 виандоти се местят при сенеките в Оклахома, където през 1867 г. им е разрешено да закупят 20 000 акра земя по река Неошо за резерват.